# Etlingera littoralis
Etlingera littoralis là một loài thực vật có hoa trong họ Gừng. Loài này được Johann Gerhard König mô tả khoa học đầu tiên năm 1783 dưới danh pháp Amomum littorale. Năm 1792, Giseke chuyển nó sang chi Etlingera.
Nó được tìm thấy trong các rừng nhiệt đới vùng đất thấp ở cao độ đến 300 m tại Đông Dương, Hải Nam và Malesia.
Hiện tại người ta không chia nó thành các phân loài.

## Lưu ý
Các tài liệu thực vật học trước năm 2006 còn coi Achasma megalocheilos Griff., 1851, Amomum megalocheilos (Griff.) Baker, 1892, Hornstedtia megalochilus (Griff.) Ridl., 1899 là đồng nghĩa của E. littoralis, nhưng kể từ năm 2006 thì Axel Dalberg Poulsen đã tách Etlingera megalocheilos ra khỏi E. littoralis.